# لافوتیدین
لافوتیدین (INN) آنتاگونیستِ گیرنده هیستامین H2 نسل دوم است که مکانیسم اثر چندوجهی دارد و برای درمان اختلالات گوارشی استفاده می‌شود. در کره جنوبی، ژاپن و هند به بازار عرضه می‌شود.

## استفاده پزشکی
لافوتیدین برای درمان زخم‌های معده، زخم‌های اثنی عشر و همچنین زخم‌های مخاطی معده مرتبط با گاستریت حاد و تشدید حاد گاستریت مزمن استفاده می‌شود.

## عوارض جانبی
عوارض جانبی مشاهده شده در طول کارآزمایی‌های بالینی شامل یبوست، اسهال، بثورات دارویی، تهوع، استفراغ و سرگیجه بوده‌است.